# Piper verbascifolium
Piper verbascifolium är en pepparväxtart som beskrevs av C. Dc.. Piper verbascifolium ingår i släktet Piper och familjen pepparväxter. Inga underarter finns listade i Catalogue of Life.